# Ноа Кірел
Ноа Кірел (англ. Noa Kirel, івр. נועה קירל; нар. 10 квітня 2001) — ізраїльська співачка, телеведуча, модель, танцюристка й акторка. Представляла Ізраїль на Пісенному конкурсі Євробачення 2023, де посіла третє місце у фіналі. Чотириразова переможниця MTV Europe Music Awards за найкращий виступ Ізраїлю між 2017 й 2020 роками.

## Життєпис
Ноя (пізніше Ноа) Кірел народилася в Раанані в родині батьків австрійсько-єврейського й сефардського походження. Ноа є молодшою дитиною Аміра та Ілани Кірел. Має двох старших братів — Ніва та Офрі. Її батько є генеральним директором Glassco Glass. З його сторони Кірел має родичів, які загинули під час Голокосту в Аушвіцу. Її мати є власницею бутику модного одягу.

При народженні отримала ім'я Ноя (івр. נויה), але після того, як у віці трьох місяців у неї була діагностована серйозна хвороба нирок, рабин запропонував її батькам змінити ім'я на Ноа (івр. נועה), щоб вона могла «рухатися» (слово «ноа» має значення «рух» в івриті). Рабин також передбачив, що Кірел стане танцюристкою. Унаслідок хвороби вона має лише одну функціональну нирку, а друга зупинилася в рості.

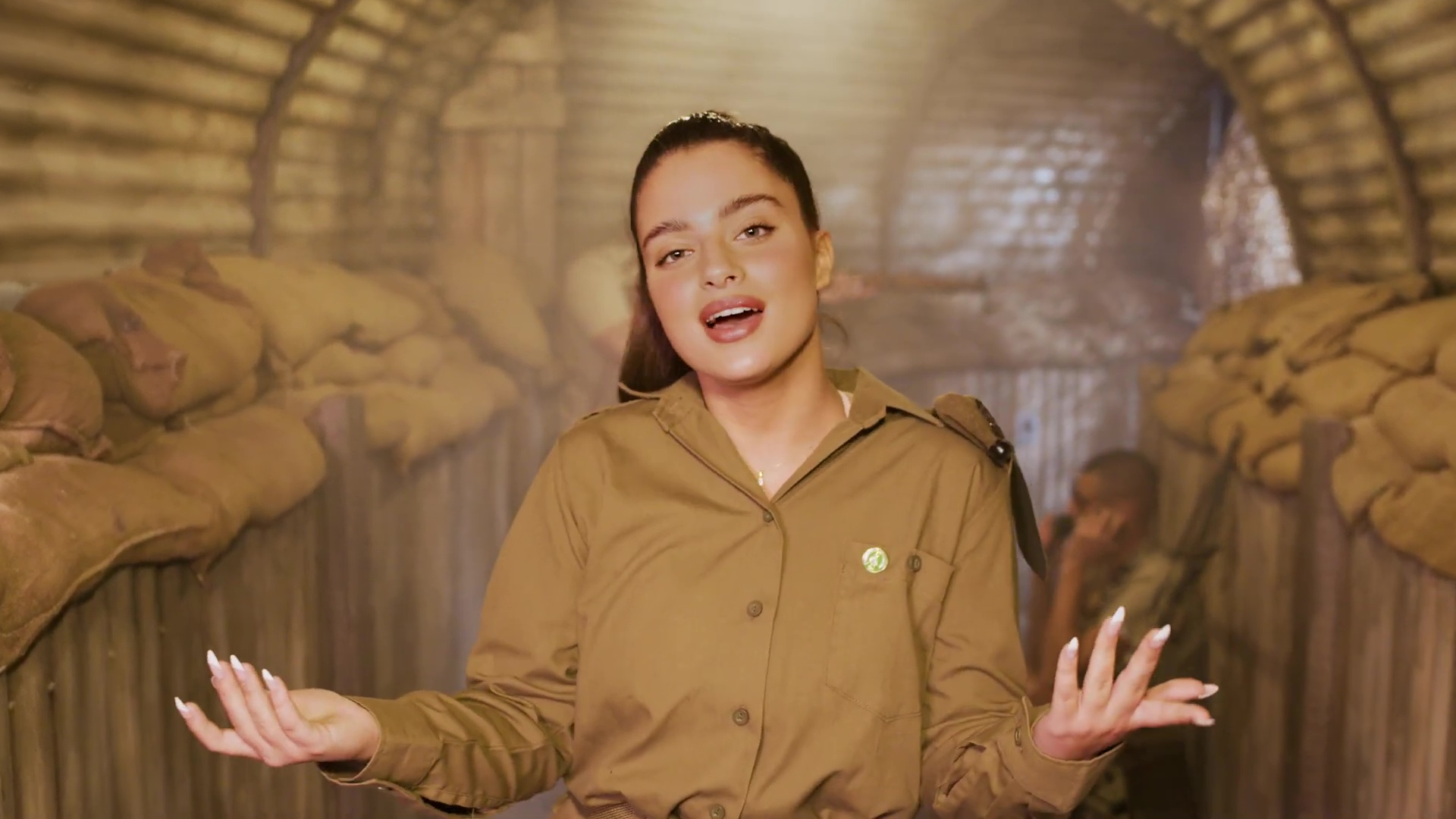
Ноа як учасниця військового оркестру Збройних сил Ізраїлю

У березні 2020 року Ноа Кірел була призвана до Збройних сил Ізраїлю та служби у військовому оркестрі, а в лютому 2022 року завершила свій строк проходження армії.

## Кар'єра

### Початок кар'єри—2017 рік
Кірел вперше з'явилася на публіці в підлітковому віці в ізраїльському серіалі документального реаліті HOT — «Pushers», в якому відстежували багатих батьків, які підштовхували своїх дітей до успіху в різних сферах. У шоу брали участь Ноа та її батько, який фінансово підтримував її кар'єру. Продюсером Ноа на батьківщині є ізраїльський суперагент талантів Роберто Бен-Шошан, а співкерівницею на міжнародному рівні — Шарона Номдер.
У 2015 році Кірел виконала свою першу пісню на YouTube під назвою «Medabrim?». Після успіху Ноа випустила ще одну пісню, «Killer». Провокаційний відеокліп на пісню викликав ажіотаж через молодий вік співачки. Пізніше вона випустила додаткові пісні, які були представлені на YouTube та відтворювалися на різних ізраїльських радіостанціях.
Наприкінці 2016 року Кірел виграла нагороду «Співачка року» премії Israeli Kids Choice Awards.
У 2017 році Ноа Кірел почала вести музичне шоу LipStar на каналі Yes KidZ разом із Сагі Брайтнером. У травні того ж року вона випустила пісню «Makom LeShinui», яку заспівала в дуеті з Avior Melasa. Того року Кірел випустила ще кілька пісень, які стали маркетинговими синглами.
22 червня 2017 року вона знялася в підлітковому фільмі «Майже знаменитий» разом з Омер Дрором, пізніше з'явилася в мюзиклі «Три мушкетери». 28 серпня Кірел випустила сингл, який вона виконала з Agam Buhbut — кавер-версію на пісню Денні Сандерсона «Etzel HaDoda VeHaDod». У листопаді 2017 року Ноа Кірел представляла Ізраїль на MTV Europe Music Awards 2017 року в категорії International Artist.

### 2018—2019 роки:Israel's Got Talent,Kfula та інше
28 лютого 2018 року вона вперше з'явилася на Israel's Got Talent, де була однією з чотирьох головних суддів у першому сезоні, що зробило 16-річну Кірел наймолодшою людиною, яка судила цілий сезон телевізійного шоу в прайм-тайм. Вона також судила весь другий сезон, який проходив з 28 листопада 2018 року по 16 квітня 2019 року.
У січні 2018 року вона знялася в телесеріалі «Kfula» в камео та одночасно в ролі Кітті Поппер (Ліббі Омер) — блогерки, яка записує все, що відбувається з її знаменитою особистістю. Серіал транслювався на каналі KidZ на Yees і HOT.
1 травня того ж року вона з'явилася в серіалі Shilton HaTzlalim в ролі Босмат. 20 вересня вона співпрацювала з тріо Shlishiat Ma Kashur разом з Ітай Леві над новою кавер-версією пісні «Siba Tova» для кампанії HOT. У жовтні Кірел вдруге була обрана представляти Ізраїль на MTV Europe Music Awards, але не змогла бути присутньою на церемонії в Іспанії через щільний графік. Того ж місяця Кірел стала ведучою для нової косметичної компанії Keff.
У грудні 2018 року Кірел очолила кампанію каналу KidZ та Національного управління безпеки дорожнього руху Ізраїлю, що пропагувала носіння шолома під час їзди на велосипеді.
17 квітня 2019 року вона випустила пісню «Ima Sheli» в пам'ять про Голокост як нагадування світові ніколи його не забувати й ніколи не повторювати. Незабаром після цього, 28 квітня, вона випустила пісню «Chatsuf».
У травні 2020 року вона взяла участь у рекламному ролику для телеканалу Yes. У листопаді того ж року Кірел приєдналася до 39 інших ізраїльських артистів для благодійного синглу «Katan Aleinu», щоб підтримати бригади лікарень та пацієнтів під час подолання пандемії COVID-19.

### 2020—понині
У червні 2020 року Ноа Кірел підписала контракт з американським лейблом Atlantic Records. У грудні того ж року підписала контракт з американською компанією WME.
У березні 2021 року було оголошено, що Кірел зніметься у повнометражному фільмі виробництва Picturestart. У травні у співпраці з іншим ізраїльським співаком Омер Адамом вона випустила ремікс-версію національного гімну Ізраїлю. Співпраця була піддана критиці, багато хто називали її «неповажною». На честь Місяця гордості Кірел та ізраїльський комік Ілан Пелед випустили сингл «Trilili Tralala».
14 липня 2021 року Кірел випустила свій перший міжнародний сингл «Please Don't Suck». 15 жовтня того ж року вона випустила пісню «Bad Little Thing», з якою пізніше відкрила конкурс Міс Всесвіт 2021, що відбувся в Ейлаті.
12 січня 2022 року випустила сингл «Thought About That», 22 березня — «Pa'Amon», який був зіграний у п'ятому епізоді другого сезону американського серіалу «Джинні й Джорджія» на Netflix.

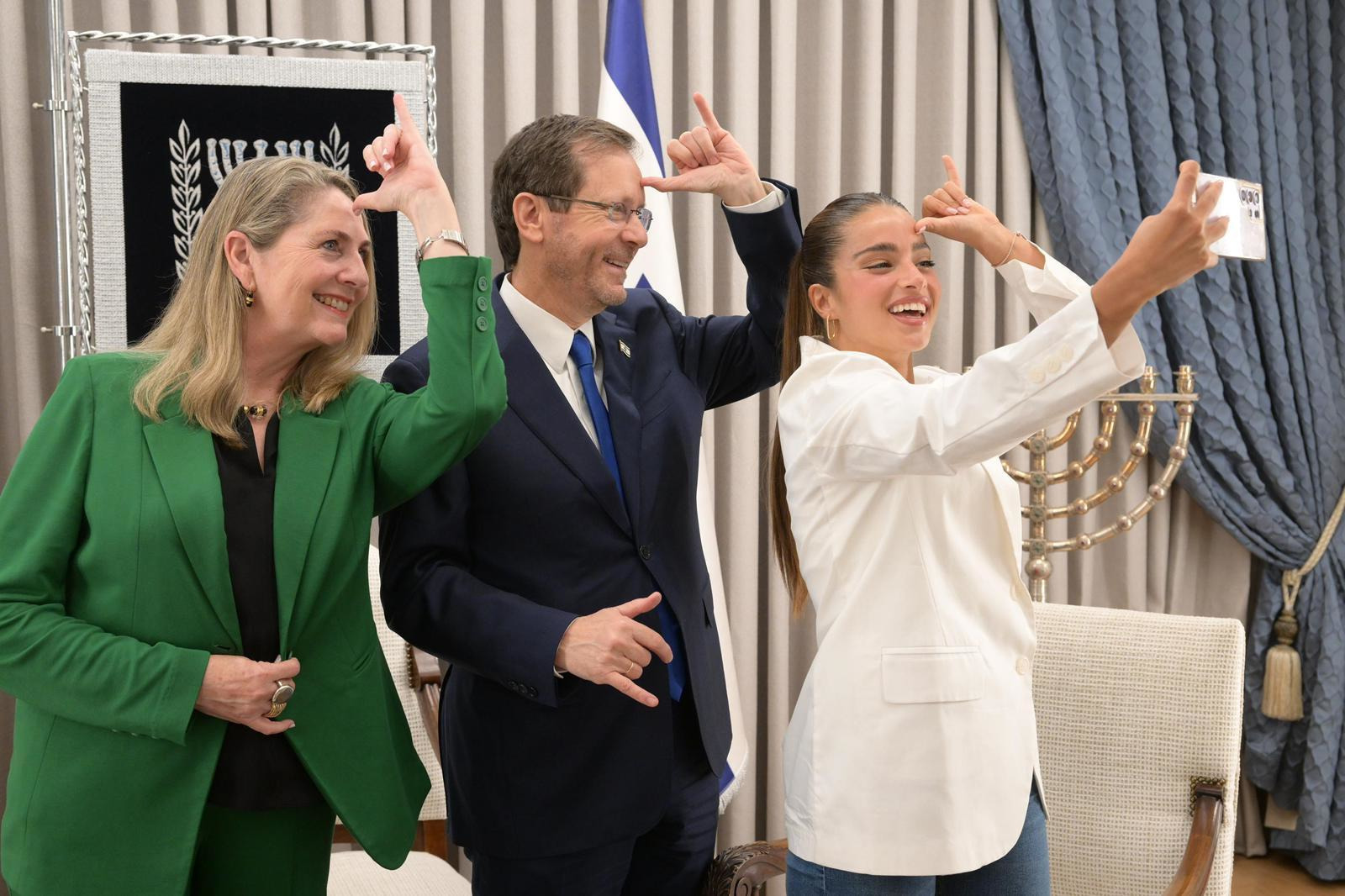
Ноа у 2023 році на зустрічі з президентом Ізраїля Іцхаком Герцогом

27 травня 2022 року Кірел випустила сингл «DALE PROMO» разом з іспанською співачкою Metro the Savage за участю нідерландсько-ізраїльського музиканта Боаза ван де Бітца.
6 червня 2023 року вийшла пісня «Provocativit» на честь місяця гордості за участю лінії гей-вечірки «Forever Tel Aviv».

## Пісенний конкурс Євробачення
Ноа Кірел була оголошена представницею Ізраїлю на Євробаченні 2023 після того, як була обрана спеціальним комітетом з членів правління IPBC, музичних редакторів IPBC та зовнішніх членів журі. Пізніше вийшла конкурсна пісня — «Unicorn», показана під час спеціальної трансляції під назвою HaShir Shelanu L'Eurovizion. Авторами пісні стали Дорон Медалі, Мей Сфадія, Інон Яхель і сама Кірел. Інон є співавтором «Golden Boy», ізраїльської заявки на Євробачення 2015, а Дорон — співавтором «Golden Boy», «Made of Stars» (Ізраїль 2016), «Feker libi» (Ізраїль 2020) й пісні «Toy», яка стала переможною на Євробаченні 2018.

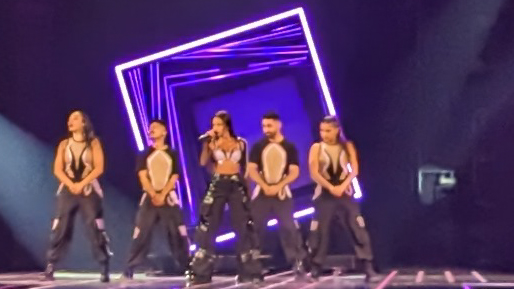
На сцені Євробачення 2023

Ноа Кірел виступила в першому півфіналі Євробачення 2023, який відбувся 9 травня 2023 року, і кваліфікувалася у фінал з третього місця зі 127 балами від глядацької аудиторії.
У фіналі конкурсу, 13 травня 2023 року, Ізраїль виступив у другій половині шоу під 23 номером. За результатами голосування журі Кірел посіла друге місце зі 177 балами та четверте місце від глядачів зі 185 балами, що принесло співачці загальні 362 бали та третє місце на Євробаченні 2023. Нововведена категорія голосування серед глядачів «Решта світу» віддала Ізраїлю максимальні 12 балів як у півфіналі, так і у фіналі конкурсу.